# Municipio de Hiram (Minnesota)
El municipio de Hiram (en inglés: Hiram Township) es un municipio ubicado en el condado de Cass en el estado estadounidense de Minnesota. En el año 2010 tenía una población de 316 habitantes y una densidad poblacional de 3,43 personas por km².

## Geografía
El municipio de Hiram se encuentra ubicado en las coordenadas 46°56′13″N 94°37′35″O / 46.93694, -94.62639. Según la Oficina del Censo de los Estados Unidos, el municipio tiene una superficie total de 92.19 km², de la cual 70,3 km² corresponden a tierra firme y (23,75 %) 21,9 km² es agua.

## Demografía
Según el censo de 2010, había 316 personas residiendo en el municipio de Hiram. La densidad de población era de 3,43 hab./km². De los 316 habitantes, el municipio de Hiram estaba compuesto por el 99,05 % blancos, el 0,63 % eran amerindios y el 0,32 % eran de una mezcla de razas. Del total de la población el 0,32 % eran hispanos o latinos de cualquier raza.